# روبي هارت
روبي هارت (2 ديسمبر 1974 في نيوزيلندا - ) (بالإنجليزية: Robbie Hart)‏ هو لاعب كريكت نيوزلندي. شارك مع منتخب نيوزيلندا الوطني للكريكت.

## وصلات خارجية
- روبي هارت على موقع إي آس بي آن كريك إنفو (الإنجليزية)